# Motyle (singel)
Motyle – singel promujący trasę koncertową Reni Jusis Magnes Live. Piosenka pod roboczym tytułem Schowajmy się przed światem znalazła się na liście rezerwowej festiwalu w Opolu i brała udział w eliminacjach do konkursu "Bursztynowy Słowik" na festiwalu w Sopocie.

## Teledysk
Reżyserami klipu są Katarzyna Garstka oraz Tomasz Niedźwiedź. Zdjęcia wykonał w technice poklatkowej z użyciem motywów roślinnych, zwierzęcych i ornamentalnych Bartek Kędzior. Teledysk przedstawia lot Reni po bajkowej, podniebnej krainie.

## Lista utworów
1. "Motyle (radio edit)" - 3:35
2. "Motyle (silver rocket renix)" - 3:26